# Maravalia guianensis
Maravalia guianensis är en svampart som beskrevs av Y. Ono 1984. Maravalia guianensis ingår i släktet Maravalia och familjen Chaconiaceae.   Inga underarter finns listade i Catalogue of Life.